# 深水前頷蝴蝶魚
深水前頷蝴蝶魚，為輻鰭魚綱鱸形目蝴蝶魚科的其中一種。

## 分布
本魚分布於西北太平洋區的深海。

## 特徵
本魚體側扁，吻短，輪廓接近菱形。體黃色，腹部白色，額部有一黑色直條紋通過眼部。體側有一寬大黑色斜條紋起自背鰭第三棘延伸至臀鰭軟條部。背鰭邊緣、軟條部基底及尾柄黑色，體長可達15公分。

## 生態
本魚於水深320公尺的海底山脈被發現，相當少見。

## 經濟利用
可做為觀賞魚。